# Ànec mandarí
L'ànec mandarí (ànnera mandarina a les Balears) (Aix galericulata) és una espècie d'ocell anseriforme de la família Anatidae originària de la Xina, el Japó i Sibèria. Dotada de colors vius, ha estat introduïda a diversos punts d'Europa i és molt apreciada per la seva bellesa.

## Descripció
De constitució robusta i elegant, pot arribar a fer fins a 45 cm de longitud. Presenta un notori dimorfisme sexual. Els mascles només s'assemblen a les femelles quan estan protegits pel plomatge d'eclipsi.
En època d'aparellament, els mascles presenten un plomatge extraordinàriament acolorit. El color predominant és el marró, amb un casquet al clatell de color vermell i amb lluïssors metàl·liques de color verd al front i a l'extrem de les ales. Damunt dels ulls (foscos), hi té dues franges laterals blanques o de color crema molt clar, i el bec adquireix un to roig coral·lí. El pit i la gola són de color morat; el ventre, blanc, i els costats, d'un to crema amb dues bandes blavoses que donen pas a dues franges ataronjades que van cap amunt.
Les femelles tenen un plomatge molt més discret, de tons marronosos, amb un anell blanc al voltant de l'ull i una franja del mateix color darrere l'ull. La part del ventre és més clara que el dors.
El plomatge en eclipsi del mascle és molt semblant al de la femella, si bé el bec i les potes conserven el color de l'època d'aparellament, tot i que més apagats.

## Distribució
En temps passats, aquesta espècie va estar molt estesa per tot l'est d'Àsia, però les exportacions massives amb destí a zoològics, parcs i col·leccions, juntament amb la destrucció dels seus hàbitats, han reduït les poblacions de Sibèria i la Xina per sota del miler de parelles a cada lloc. Al Japó, en canvi, es calcula que n'hi ha unes 5.000.
A Europa, s'hi va establir al segle xx mitjançant escapaments i alliberaments. Aquestes poblacions europees (bàsicament a la Gran Bretanya, on s'estima que hi ha unes 1.000 parelles) fan desplaçaments hivernals que les poden portar a les nostres latituds. A Catalunya, des de l'hivern 88/89 hi ha cites a la regió pirinenca gairebé cada any, especialment als estanys de Graugés (Berguedà).
La població mundial s'estima que està composta per 65.000-66.000 exemplars.

## Hàbitat i costums
Sol habitar zones forestals denses properes a llacs poc fondos, tolls i basses. A l'hivern pot formar petits grups, però no se sol associar amb altres ànecs. Sol estar-se dalt les branques dels arbres o damunt roques. El seu vol és àgil i ràpid. Són ànecs força silenciosos.

## Alimentació
La seva dieta és tant d'origen animal com vegetal, ja que s'alimenta tant a terra com a l'aigua. Tot i això, hi predominen els components vegetals (plantes i llavors). Solen menjar cap al capvespre.

## Reproducció
Els mascles entren en zel a la primavera. Llavors exhibeixen el seu plomatge eixamplant el pit i alçant la cresta i emeten un xiulet suau i melodiós.
Un cop s'ha format la parella, el mascle segueix silenciosament la femella, que el crida contínuament.
Fan el niu als troncs d'arbres caiguts a prop de l'aigua o en forats dels troncs a considerable altura. La femella pon de 9 a 12 ous, que són covats durant 28 o 30 dies. Els pollets aviat són nidífugs. En cas de perill, se submergeixen o s'amaguen entre la vegetació de ribera.

## Enllaços externs

[http://www.xeno-canto.org/sounds/uploaded/ASEUAUOXZA/tope_ot.mp3 Cant